# Strapping Young Lad (album)
Strapping Young Lad (poznat i pod kraticom SYL) treći je studijski album istoimenog kanadskog heavy metal sastava. Album je 11. veljače 2003. godine objavila diskografska kuća Century Media Records.

## Pozadina
Townsend je u prosincu 2001. najavio da će, suprotno ranijim izjavama, novi album Strapping Young Lada biti objavljen 2002. godine. Naglasio je da ne "prisiljava" obožavatelje na svoj uradak kako bi zaradio od prodaje albuma, tvrdeći da njegova grupa—i njezin ugovor s Centuryjem—nikad nije bio unosan podvig. Umjesto toga Townsenda je potaknuo "kreativni gnjev" koji su potaknuli napadi 11. rujna 2001. i koji je naknadno njegovao tijekom turneje iste godine, iako je Townsend kasnije tvrdio da to nije bio tako presudan utjecaj. Album je prvi put bio proizvod zajedničkog skladanja; skupina je skladala "otprilike polovicu" materijala tijekom svoje turneje Foot in Mouth Tour 2001. godine, a ostatak je, počevši od siječnja 2002. godine, skladala kod kuće. Nakon što je održao koncerte na nekolicini glazbenih festivala 2002. godine, Strapping Young Lad ušao je u studio u rujnu te godine kako bi snimio svoj treći album.

## O albumu
Izvorni rad na skladbama za album počeo je već 2000. godine kad je pjesma "Idom" bila objavljena na CD-u glazbe za seriju Tekkōki Mikazuki; u pitanju je demouradak koji je sadržavao dijelove koji su kasnije bili iskorišteni za pjesme "Dire", "Consequence" i "Aftermath". Zvuk na albumu bio je djelomični odmak od prethodnih albuma skupine, Heavy as a Really Heavy Thinga i Cityja. Devin Townsend češće pjeva nego prije, ali također izvodi i death growlove i vriskove. Također, umjesto pjesama u stilu ekstremnog metala/industrial metala koje su se nalazile na Heavy as a Really Heavy Thingu i Cityju, mnoge su pjesme bile strukturirane i producirane na način sličniji tradicionalnom death metalu. Sveopća atmosfera mračnija je i ozbiljnija te sadrži manje ironičnog humora od ostalih SYL-ovih uradaka. Grub producijski stil pogotovo se razlikuje od ostalih albuma na kojima je Devin bio producent; kasnije će opisati album "tamnim" i "jezivim" te je tvrdio da ga je "snimio uz minimalan trud". Malo različit zvuk na ovom albumu može se djelomično objasniti i činjenicom da je drugi gitarist, Jed Simon, svirao većinu ritmičkih dijelova na gitari. Razlog tome bilo je Townsendovo istovremeno snimanje i produkcija albuma Accelerated Evolution The Devin Townsend Banda, koji je bio objavljen samo nekoliko tjedana poslije. U intervjuu s časopisom Enslain Magazine bubnjar Gene Hoglan komentirao je grublji zvuku na albumu: "Idući je album izašao 2003. godine i zvao se poput grupe, "SYL", to je bio malo grublji, osnovniji album, nismo željeli ponoviti "City" jer je "City" imao jako puno semplova te su nas nazivali industrijalnim sastavom i svim takvim sranjima, a kad smo napravili "SYL" voljeli smo biti poznati kao metal grupa, stoga je to bio samo vrlo grub metal uradak, nije tu bilo pretjeranih semplova ili klavijatura pa čak ni vokala sa slojevima, pa nas je to dovelo do 2004. godine kad smo počeli skladati "Aliena".

## Popis pjesama
| 1.    | »Dire«               | 1:10 |
| 2.    | »Consequence«        | 4:02 |
| 3.    | »Relentless«         | 3:04 |
| 4.    | »Rape Song«          | 3:09 |
| 5.    | »Aftermath«          | 6:46 |
| 6.    | »Devour«             | 2:54 |
| 7.    | »Last Minute«        | 3:58 |
| 8.    | »Force Fed«          | 5:24 |
| 9.    | »Dirt Pride«         | 2:40 |
| 10.   | »Bring On the Young« | 5:54 |
| 39:01 |                      |      |

## Objava i recenzije
Strapping Young Lad bio je objavljen 11. veljače 2003. godine te je postao prvi album skupine koji se pojavio na ljestvicama, našavši se na 97. mjestu Billboardove ljestvice Top Heatseekers. Album je ostvario prosječan kritički uspjeh. Nate Smith sa stranice Rockzone.com nazvao ga je "dobrim dodatkom u Townsendov katalog", ali je komentirao da "nije trenutačni klasični uradak". Xander Hoose iz Chronicles of Chaos nazvao ga je "dobrim albumom", ali je dodao da je inferioran Cityju. Alec A. Head iz Satan Stole My Teddybeara nije bio impresioniran te je napisao: "Nažalost, pjesme postaju mlohava, bezosjećajna, lažno epska močvara rifova bez cilja, vokalima nedostaje okrutnost i čisti, nepokvareni gnjev i osjećajnost koje je Townsend prikazao na Cityju, a skladbe su zajedno usiljene, hladne i besciljne." Strapping Young Lad razlikovao se od Heavy as a Really Heavy Thinga i Cityja po tome što je bio manje industrijalan i što je bio sličniji death metalu; te je humor koji je prožimao prethodna dva uratka bio ublažen.

## Zasluge
| Strapping Young Lad - Devin Townsend – vokali, zborski vokali, gitara, klavijature, semplovi, produkcija, inženjer zvuka - Jed Simon – zborski vokali, gitara, klavijature, semplovi - Byron Stroud – zborski vokali, bas-gitara - Gene Hoglan – bubnjevi Ostalo osoblje - Shaun Thingvold – inženjer zvuka, miksanje - Paul Silviera – inženjer zvuka - Misha Rajaratnam – inženjer zvuka - Scott Cooke – inženjer zvuka - Louie Teran – mastering - Daniel J Collins – fotografija (sastava) - Nico Wobben – fotografija (Devina) - Travis Smith – ilustracije | Dodatni glazbenici - Rossy Living – zborski vokali - Tammy Theis – dodatni vokali - Marnie Mains – dodatni vokali - Carla Levis – dodatni vokali, dodatni inženjer zvuka - Laurielynn Bridger – dodatni vokali, dodatni inženjer zvuka - Glenn 'Punchdrunk' Thomson – zborski vokali - Denton Booth – zborski vokali - Juanita English – zborski vokali - Jeremy Glen – zborski vokali - Blackie LeBlanc – zborski vokali - Samanta Palomino – zborski vokali - Eden 'PTMF' Wagonner – zborski vokali - Christ 'Menace' Stanley – zborski vokali - Scarlet Stanley – zborski vokali - Denis 'Tatoo guy' – zborski vokali - Stevie J. – zborski vokali - La Sparka – zborski vokali - Charlie Goler – zborski vokali - Stuart Carruthers – zborski vokali - Henry Goler – zborski vokali - Jay Mosdell – zborski vokali - Will Campagna – klavijature, semplovi - Chris 'The Heathen' Valagao – dodatni vokali |